# スパイト・アンド・マリス
スパイト・アンド・マリス (Spite & Malice、別名：ネコとねずみ)は、2人以上のプレイヤーで遊ばれるカードゲームの一種である。コンペティティブソリティアに分類され、通常は2つまたは3つのトランプのデッキを使用してプレイされる。多くのバリエーションが存在し、そのルールは地域やプレイヤーの間で異なる。
ハズブロ社から売られている物は「スパイト・アンド・マリス」と呼ばれ、マテル社から売られている物はスキップ・ボーと呼ばれている。 
なお、フリンチというカードゲームとは別物である。 

## 基本ルール

### カードデッキ
カードデッキは通常、ジョーカーを取り除いた2～3組のトランプデッキを使用する。ただし、ジョーカーを残してワイルドカードとして扱う場合もある。カードのランクはエース（A）が最も低く、A, 2, 3, …, 10, ジャック（J）, クイーン（Q）の順で高くなる。キング（K）はワイルドカードとして扱われ、エースを除く他の任意のランクのカードの代わりに使用できる。スートはゲームにおいて影響を与えない。

### プレイヤーの人数
2人かそれ以上（もし余りにも多人数でプレーする時は、自身のスパイト・アンド・マリスの山札に、さらに別の山札を加えることが出来る）。通常は、2～4人のプレイヤーで遊ばれる。

### ゲームの目的
最初に、自身の山札の中にあるカードを台札に移動させたプレイヤーが、ゲームの勝利者となる。

### 札の配り方
プレイヤーは、エースが一番上になるようにカードの手札をシャッフルする。ディーラーが各々のプレイヤーに26枚（ショートゲームを要求する時は13枚）のカードを配ると、プレイヤーは決して配られたカードを見てはならず、単純に山積みする形で集める。後に、自身の山札となる物である。どのプレイヤーにも自身の山札となるカードが配られたら、どのプレイヤーも一番上のカードを表に向けて、山札の上に置かなければならない。
配られていない全てのカードは、ストックとして裏を向けたまま、全てのプレイヤーの中央に置かれる。これらのカードは、みんなの山札と呼ばれる。

### 山札
スパイト・アンド・マリスでは、3種類の山札が存在する。
- 自身の山札
  - どのプレイヤーも自身の山札をなくそうとする。一番早く山札をなくしたプレイヤーが勝者となる。
  - もしプレイヤーがターンにおいて自身の山札を動かすことが出来なかったら、そのプレイヤーは、他のプレイヤーが同様のことをする可能性を阻止する機会を選択しても良い。

- 台札
  - 台札はプレイヤー共同の山札であり、全てのプレイヤーが使用できる。
  - 台札は、全てのプレイヤーの間に置かれなければならない。
  - 台札は、1つのゲームで最大4つまで作ることが出来る。
  - どの台札もAから始められる。
  - 通常は、徐々に強いカードを出して行き、Qになるまで順に積み上げられる。
  - Qまで積み上がった台札が出ると、その台札は使用することが出来ず、シャッフルする事が出来てみんなの山札に戻される程に十分カードが集まるまで、直ちにプレイヤーの場からは除外される。

- 捨て札の山札
  - 捨て札の山札は、当該プレイヤーしか作ることが出来ない。また他のプレイヤーから邪魔されたり、プレーされたりすることの出来ない山札でもある。
  - 捨て札の山札は、当該プレイヤーの目の前に置かれなければならない。
  - どのプレイヤーも捨て札の山札は、最大4つまで作ることが出来る。
  - 捨て札の山札でプレーすると、そのプレイヤーのターンは終了し、次のプレイヤーにターンが移る。
  - 捨て札の山札でプレーしたカードは、逆の順番で表向きに置かなければならない。言い換えると、山札の中央でプレーすることは許されず、台札にカードを置く時に捨て札の山札の一番上のカードを除外しなければならない。
  - 順番に関係なく、捨て札の山札でプレー出来なくなったために、捨て札の山札は全て同じ数になるか、継続してプレー出来るようにカードのランクを低くして組織される。
  - Aは捨て札出来ない。もし、捨て札の山札,台札も満杯で、手元にAしか捨て札する事が出来なかったとしても、山札から再びカードを引くことは出来ず、手詰まりとなる。
  - もし台札が満杯で、捨て札の山札が空いていて手元にAしか残っていない時、捨て札の山札は4つまで作ることが出来る。
  - ゲーム中には、捨て札の山札を空けてターンを終わらすことが出来ない。

## 遊び方
ディーラーが最初のターンとなる人物である。プレーに入ると、どのプレーヤーも手札の数を5枚になるように、みんなの山札からカードを引く。そして、手詰まりになるまでプレーヤーはゲームを続け、プレーヤーの手元にあるカードは、ターンが終わると捨て札の山札に移される。ディーラーから最初にプレーが始まり、時計回りに進む。
自身の山札から直接台札に移動することが出来るのが、最良の動かし方である（この時、AとKが同時に手元にあって、同時に4つの台札が全て空の状態のはずである）。もしこの状態が出来なければ、プレイヤーは手元にあるカードを動かして台札に動かし、上がりのカードの価値のために悪戯するはずである。もしプレイヤーが先に挙げたことを出来なければ、そのプレイヤーのターンは、単に手元のカードを捨て札の山札に移動させるだけに終わる。
しかし、もし5枚全ての手元にあるカードが台札としてプレー出来る物であったなら（例として、A, 2, 3, A, 2と引くと、まずAを台札に出すことが出来、その作った台札に2,3と、もう一つA,2と別に台札を作ることが出来る）、結果的に捨て札の山札を作成する前に、手元のカードを切らしてしまう事になる。その時には、手札を切らした時点で、再度5枚のカードをみんなの山札から引く。プレイヤーがこれ以上のプレーをすることが出来ないという理由で、誰かが強制的に捨て札の山札を作らなければいけない事の前に、1度もしくは少ない手数でこのようなことが起こるのは、理論上では可能だが現実にはそう起こりえない。
捨て札の山札を1つ作ると、次のプレイヤーにターンが移る。プレーヤーはみんなの山札から5枚のカードを引いて、そのプレーヤーのターンが始まる。どのプレイヤーの最初のターンでは、常に5枚のカードを引くことになるが、2回目以降のターンでは、多くのカードが必要な時を除いて、カードをみんなの山札から引く事はない。
例えば3枚のカードを動かすことが出来て、最初のターンでは、2枚の動かせないカードを捨て札してターンを終わったと仮定しよう。その次のターンでは、手元に1枚のカードしか残らないので、手元のカードを5枚にするために、みんなの山札から4枚カードを引くことになる。あるいは、台札に置くことが出来るカードが無いという理由で、捨て札をするしか最初のターンで出来ないという事態も起こりうる。この時は、1枚のカードを捨て札し、この後のターンでは、手元に5枚のカードを残すために、1枚みんなの山札から引く事になる。どれだけプレーをするカードが何枚もあったとしても、捨て札の山札に1枚でもカードをおいた時点で、そのプレーヤーのターンは終了するが、プレイヤーが勝利する状況で1枚も捨て札が必要でない場合、そのプレーヤーの上がりのカードをおく王手の動きをすることが出来る。
もしどのプレイヤーもプレー開始時点で、ランクの高い上がりのカードを持っていて、1枚のカードを引くのに多くのターンがかかる場合、誰かが捨て札の山札を作成するに当たって、十分ランクの高い番号のカードにつなげることができるような数のカードを得るまで、捨て札の山札を加える決断をするであろう。
あるいは、ランクの低い上がりのカードで積み上がってターンが終わったプレイヤーがいたら、他のゲームに参加しているプレイヤーはよりランクの高いカードであがれるように、他人を手助けすることは避けられないであろう。
多くのカードが捨て札の山札に蓄積するまで、ゲームは続けられる。自身が上がったり、他人の上がりを防ぐために、1ターンの中で台札に出すカードと、捨て札に出すカードを同時に使用することが出来る。

## 得点の付け方
1ゲームが終わると、得点が記録される。自身の手札が無くなって勝利したプレイヤーのみに得点が加算され、他のプレイヤーが自身の手札に残したカードの枚数につき1点とボーナス5点分が加わった得点が勝利者に加算される。レアケースでしか起こらないが、みんなの山札を使い果たして、誰も自身の山札を無くすことが出来なかった場合、最後にみんなの山札から引いたカードを切り札として宣言して、最も上がりに近いプレイヤーに、他のプレイヤーとの上がりに必要な枚数との違いを計算して得点に加える事もある。ゲームは普通、25,50,100点に達するプレイヤーが現れるまで続けられる。

## 変種ルールのゲーム
台札を4つではなく、無制限に作るルールのゲームもある。この場合は、みんなの山札が尽きた時のみ、台札のカードが取り除かれる。大抵は、どんな時でもプレイヤーがゲームを続行できるようAと2が必要とされるために、このルールが採用される。
スパイト・アンド・マリスはミザリーと呼ばれるゲームと類似している。ミザリーは2人で遊ばれ、3つのデッキ（3人のプレイヤーが3つのデッキで遊ばない限り）の代わりに、2つのデッキが使われ、2つの12枚のカードが積み上がった自身の山札と6枚の手元のカードがあるゲームである。
全ての山札がKもしくはジョーカーまで積み上がり、Kとジョーカーがワイルドカードとして使われるゲームもある（またこの手のゲームで、A, 2, 7, Jを除く全てのカードをワイルドカードとする物もある。）
最大4つまでしか作ることの出来ない台札に、プレイヤー1人に付き1つの台札を追加（即ち、3人のプレイヤーがいれば、3つの台札が追加できる）
でき、AからQ、そしてKをワイルドカードとして使用するゲームもある（ジョーカーはここでは使われない）。
Aと2をワイルドカードとせず、同じ数のカードをペアとして（例えば、Qのペア,7のペアなど）捨て札し、同時に複数のカードを動かさないゲームもある。